# Florentyna Rzemieniuk
Florentyna Rzemieniuk, pseud. Andrzej Bobolewski (ur. 16 września 1929 w Żyznowie, zm. 9 listopada 2020 w Siedlcach) – polska historyk, badaczka dziejów kościoła unickiego.

## Życiorys
Córka Leona. Pracę doktorską Dzieje miasta Bodzentyna (ok. 1355–1869) napisaną pod kierunkiem Stanisława Herbsta obroniła w 1970 na Uniwersytecie Warszawskim. Następnie pracowała jako nauczycielka, m.in. w Zasadniczej Szkole Zawodowej nr 1 w Siedlcach, w latach 80. była członkiem NSZZ „Solidarność”, pod pseudonimem Andrzej Bobolewski publikowała w II obiegu. Stopień doktora habilitowanego otrzymała w 1994 na Katolickim Uniwersytecie Lubelskim (na podstawie pracy Unickie szkoły początkowe w Królestwie Polskim i w Galicji 1772–1914). Pracowała na stanowisku profesora w Instytucie Historii Wyższej Szkoły Rolniczo-Pedagogicznej w Siedlcach (po przekształceniu w 1999 – Akademii Podlaskiej).
Odznaczona Krzyżem Kawalerskim Orderu Odrodzenia Polski (1999) oraz Krzyżem Wolności i Solidarności (2017).

## Publikacje
- Dzieje szkoły rzemieślniczej w Siedlcach w latach 1903–1924, Siedlce: Mazowiecki Ośrodek Badań Naukowych Mazowieckiego Towarzystwa Kulturalnego 1981.
- Emigracyjny rząd Rzeczpospolitej 1939-45, Siedlce: „Metrum” 1985 (pod pseudonimem Andrzej Bobolewski).
- Armia Andersa w Rosji, Siedlce: „Metrum” 1986 (pod pseudonimem Andrzej Bobolewski).
- Unickie szkoły początkowe w Królestwie Polskim i w Galicji 1772–1914, Lublin: TNKUL 1991.
- Unici polscy 1596–1946, Siedlce: Florentyna Rzemieniuk 1998.
- Kościół katolicki obrządku bizantyjsko-słowiańskiego (neounia), Lublin: TNKUL 1999.
- Walki polityczne greckokatolickiego duchowieństwa o niepodległość Ukrainy w okresie II Rzeczypospolitej (1918–1939), Siedlce: własnym sumptem autora 2003.
- Stosunek greckokatolickiego duchowieństwa do postanowień konkordatu w okresie II Rzeczypospolitej (1918–1939), Siedlce: Florentyna Rzemieniuk 2004.
- Oświata w województwie siedleckim w okresie stanu wojennego (1981–1989),  Siedlce: Florentyna Rzemieniuk 2005.